# Parque Mayer (Film)
Parque Mayer ist ein Filmdrama und Musicalfilm des portugiesischen Regisseurs António-Pedro Vasconcelos aus dem Jahr 2018.
Er spielt im Umfeld des legendären Lissabonner Theatergeländes Parque Mayer unweit der Avenida da Liberdade, wo insbesondere in den 1920 bis 1940er Jahren populäre Aufführungen des Revuetheaters in mehreren Häusern stattfanden und ein Vergnügungsviertel entstand. Die Hochzeit der Comédia portuguesa hat hier ihren Ursprung.

## Handlung
Lissabon 1933: die junge Deolinda kommt aus der Provinz in die Hauptstadt, um hier Schauspielerin zu werden. Sie stellt sich im Teatro Maria Vitória im quirligen Parque Mayer vor. Ihr Traum wird wahr, als sie tatsächlich für eine Hauptrolle genommen wird. Bei den Proben verliebt sie sich in den Regisseur Mário. Mário allerdings hat nur Augen für Eduardo, einen bekannten Fadosänger, der als Star des Revuestücks engagiert wurde und der Deolinda zugeneigt ist.
Gleichzeitig wird die allgemeine gesellschaftliche Stimmung immer gedrückter, als sich das 1932 installierte semi-faschistische Estado Novo-Regime mit Verabschiedung der neuen Verfassung Portugals endgültig etabliert und die Luft der Freiheit und der bisher so liebgewonnene Spielraum für Satire hier immer dünner wird. Zensur und Unterdrückung bedrängen die Tätigen im Parque Mayer nun zunehmend, und auch Deolindas Liebe zu Mário wird immer unmöglicher, gleichwohl dessen Liebe zu Eduardo noch viel unmöglicher wird.

## Produktion und Rezeption
Der Film wurde von der portugiesischen Filmproduktionsgesellschaft MGN Filmes produziert, mit finanzieller Unterstützung durch die portugiesische Filmförderungsanstalt ICA, die Stadtverwaltung Lissabon und die öffentliche Steuerförderung für die Filmwirtschaft.
Neben der Filmmusik von José M. Afonso werden im Film auch eine Reihe extra dafür komponierte Lieder vorgetragen, meist mit Texten des Regisseurs und mit Musik von Pedro Puppe oder José M. Afonso, aber auch eine Reihe Klassiker des Fados und des portugiesischen Revuetheaters.
Nach einer Vorpremiere im Cinema São Jorge am 28. November 2018 kam der Film am 6. Dezember 2018 in die portugiesischen Kinos, wo er mit 42.173 Zuschauern ein Publikumserfolg wurde und unter die erfolgreichsten portugiesischen Filme kam.
Parque Mayer erschien danach in Portugal als DVD bei MGN Filmes.
Am 1. Dezember 2020 wurde er erstmals im Fernsehen gezeigt, im öffentlich-rechtlichen portugiesischen Fernsehsender RTP1, wo er am 7. Dezember 2021 wiederholt wurde.